# Giovan Battista Guidoni

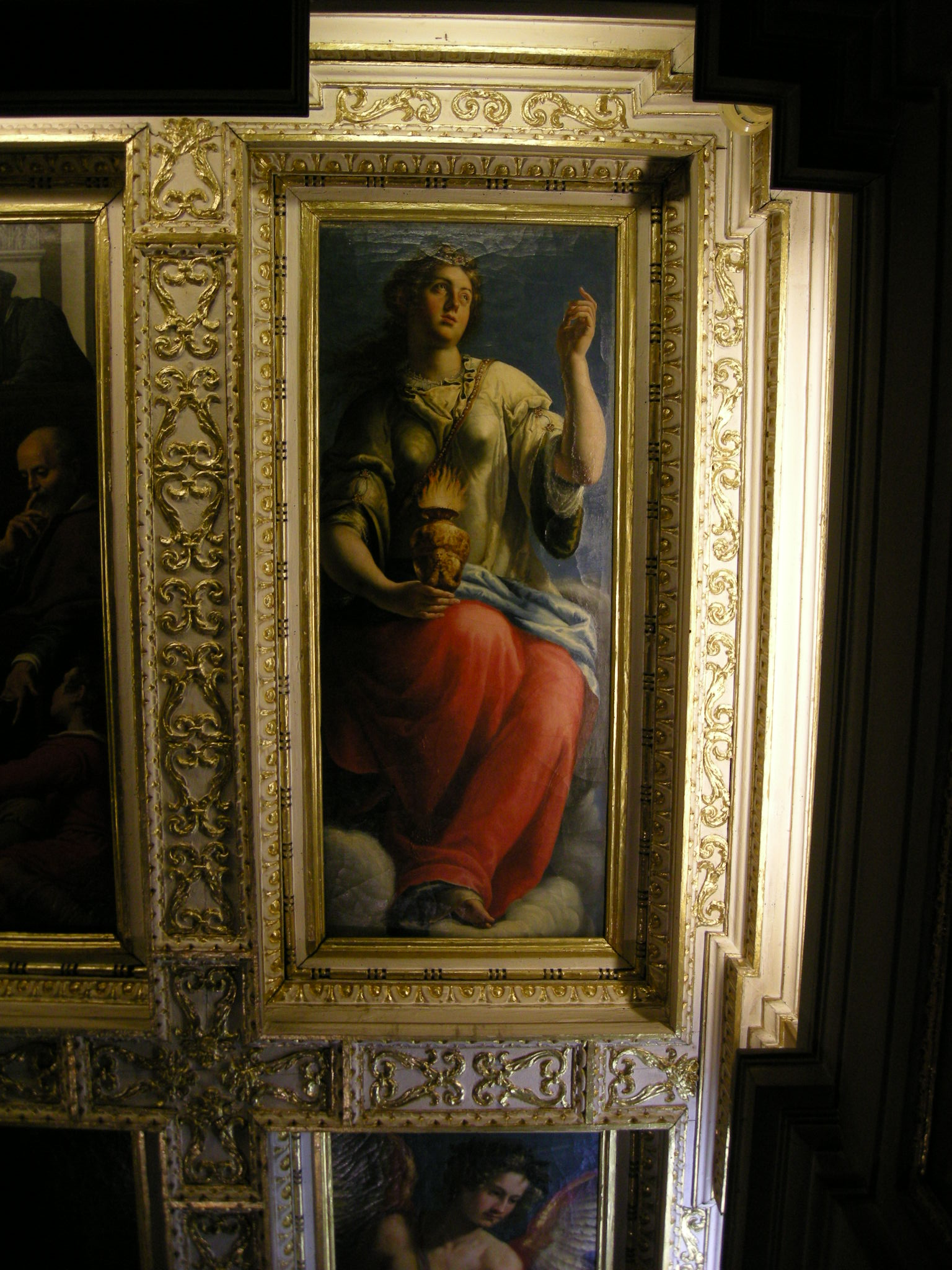
Casa Buonarroti, galleria, soffitto, Giovan Battista Guidoni, Pietà, 1615-17

Giovan Battista Guidoni (XVI secolo – XVII secolo) è stato un pittore italiano.

## Biografia
Pittore manierista, si forma a Roma, fra il 1582 e il 1592, dove opera insieme al padre, il pittore cremonese Galeazzo Guidoni - allievo di Antonio Campi - che è il suo maestro. A Firenze entra il contatto con il pittore fiorentino Filippo Tarchiani (1576–1645) che gli procura la commissione della tela in Santa Verdiana. Collabora alla decorazione del chiostro della chiesa fiorentina di Ognissanti. Con il padre e con altri artisti affresca la Cappella Brancacci, nella basilica di Santa Maria del Carmine, a Firenze.
La sua opera più nota è la tela sul soffitto di Casa Buonarroti, Pietà cristiana (olio su tela, 152x61 cm), che mostra una donna con gli occhi rivolti verso l'alto e che tiene tra le mani un vaso, di antica foggia, da cui si sprigionano fiamme: è una allegoria della carità cristiana. 
Nel Santuario di Santa Verdiana a Castelfiorentino si conserva la sua tela La benedizione di santa Verdiana.